# Lista de primeiras-damas de Porangatu

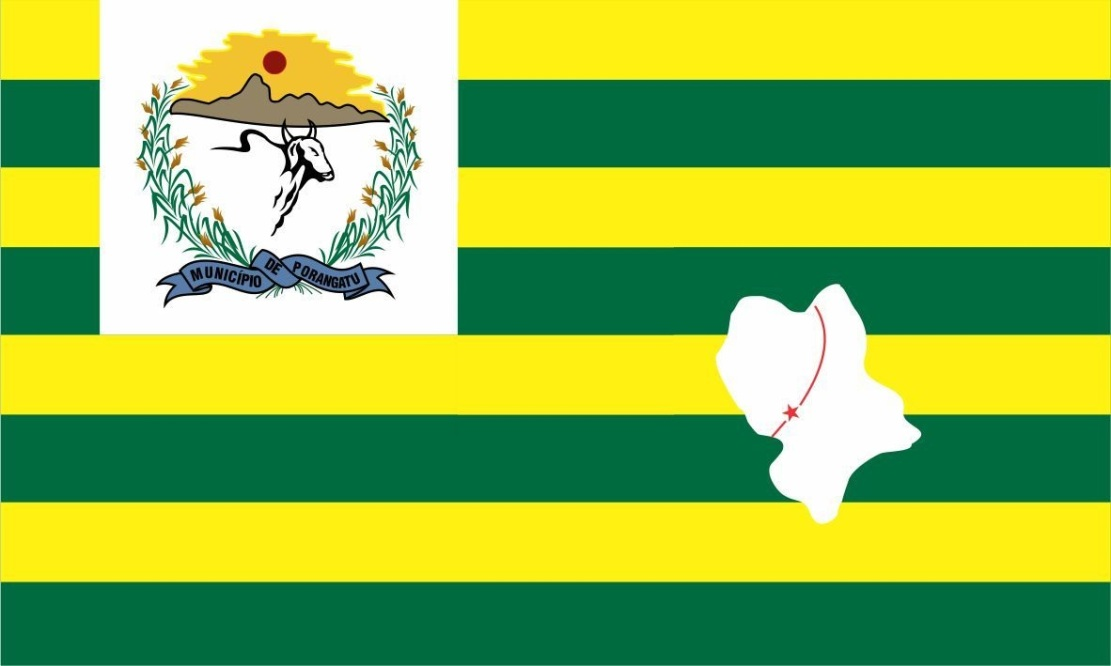
Bandeira municipal de Porangatu.

Nesta lista constata-se o fato de que Porangatu teve 17 primeiras-damas, excluindo-se por numeração Hilda Silva, esposa do prefeito temporário Francisco Borges da Silva e um primeiro-cavalheiro.Duas primeiras-damas foram deputadas estaduais por Goiás, Ana Braga Machado Gontijo e Vanuza Valadares. Um ex-prefeito tornou-se primeiro-cavalheiro, Eronildo Valadares. Uma primeira-dama é a esposa do chefe do Poder Executivo, nesse caso, a esposa do Prefeito de Porangatu. Na atualidade, Porangatu tem um primeiro-cavalheiro, já referido acima. 
| Nº | Nome                                | Retrato | Início do período     | Fim do período        | Cônjuge                       | Notas e observações | Referências |
| -- | ----------------------------------- | ------- | --------------------- | --------------------- | ----------------------------- | ------------------- | ----------- |
| 1  | Júlia Pereira de Oliveira           |         | 1º de janeiro de 1949 | 1º de maio de 1949    | Adelino Américo de Azevedo    | [ nota 1 ]          |             |
| 2  | Maria Martins de Moura              |         | 1º de maio de 1949    | 31 de janeiro de 1953 | Ângelo Rosa de Moura          |                     |             |
| 3  | Augusta Fagundes                    |         | 31 de janeiro de 1953 | 31 de janeiro de 1957 | Eusébio Martins da Cunha      |                     |             |
| 4  | Maria Martins de Moura              |         | 31 de janeiro de 1957 | 31 de janeiro de 1961 | Ângelo Rosa de Moura          |                     |             |
| 5  | Maria Edite Vidal Freitas           |         | 31 de janeiro de 1961 | 31 de janeiro de 1966 | Moacir Ribeiro de Freitas     |                     |             |
| 6  | Oneide Peixoto Teixeira             |         | 31 de janeiro de 1966 | 15 de março de 1970   | Pedro Teixeira Filho          |                     |             |
| 7  | Edeltes Gomides dos Reis            |         | 15 de março de 1970   | 15 de março de 1973   | João Gonçalves dos Reis       |                     |             |
| 8  | Sônia Dias de Carvalho              |         | 15 de março de 1973   | 15 de março de 1977   | Luiz do Gote                  |                     |             |
| 9  | Ana Braga Machado Gontijo           |         | 15 de março de 1977   | 15 de março de 1983   | Trajano Machado Gontijo Filho | [ nota 2 ]          |             |
| 10 | Edeltes Gomides dos Reis            |         | 15 de março de 1983   | 1º de janeiro de 1989 | João Gonçalves dos Reis       |                     |             |
| 11 | Dirce Macedo Cunha                  |         | 1º de janeiro de 1989 | 1º de janeiro de 1993 | Jarbas Macedo Cunha           | [ nota 3 ]          |             |
| 12 | Sônia Dias de Carvalho              |         | 1º de janeiro de 1993 | 1º de janeiro de 1997 | Luiz do Gote                  |                     |             |
| 13 | Glaucia Aparecida Fernandes de Melo |         | 1º de janeiro de 1997 | 1º de janeiro de 2005 | Júlio da Retífica             | [ 3 ] [ 4 ]         |             |
| 14 | Marlene Vaz da Silva                |         | 1º de janeiro de 2005 | 2 de outubro de 2006  | José Osvaldo da Silva         | [ nota 4 ]          | [ 5 ]       |
| 15 | Georgeta da Silva                   |         | 2 de outubro de 2006  | 1º de janeiro de 2013 | José Osvaldo da Silva         | [ nota 4 ]          | [ 5 ]       |
| 16 | Vanuza Primo de Araújo Valadares    |         | 1º de janeiro de 2013 | 1º de janeiro de 2017 | Eronildo Valadares            |                     | [ 6 ]       |
| 17 | Leila Fernandes                     |         | 1º de janeiro de 2017 | 1º de janeiro de 2021 | Pedro João Fernandes          | [ 7 ]               |             |
| 18 | Eronildo Lopes Valadares            |         | 1º de janeiro de 2021 | presente              | Vanuza Valadares              | [ nota 5 ]          | [ 8 ]       |

## As primeiras-damas de Porangatu
Ao longo das administrações municipais que a cidade de Porangatu sofreu, houve 17 primeiras-damas e 1 primeiro-cavalheiro até a atualidade. Algumas primeiras-damas conseguiram destacar-se politicamente, como foi o caso de Ana Pereira Braga, responsável pela movimentação social e cultural que resultou na criação do Museu Municipal Ângelo Rosa de Moura. Algumas primeiras-damas ocuparam o encargo da Secretaria Municipal de Assistência Social. Inclusive, Braga foi a primeira titular desta pasta, porém enquanto segunda-dama do munícipio.

### Ana Braga Machado Gontijo
Ex-vereadora por Goiânia, ex-deputada estadual por Goiás, ex-primeira-dama de Tocantinópolis e ex-segunda-dama de Porangatu, Ana Braga exerceu influência política  considerável enquanto era cônjuge do prefeito de Porangatu, Trajano Machado Gontijo Filho e mesmo enquanto havia se divorciado do mesmo. Enquanto segunda-dama, exerceu o secretariado municipal de Assistência Social, no mandato de Luiz do Gote. Em 1973, foi nomeada a primeira diretora da primeira instituição ginasial do munícipio. Ela requisitou a instalação de um campus da Universidade Federal de Goiás no munícipio, o que resultou na instalação da Faculdade de Educação, Ciências e Letras de Porangatu (FECELP), que originaria o campus da UEG no munícipio. Sua participação cultural e política, foi uma das causas da formação do Museu Municipal Ângelo Rosa de Moura. Ana Braga ainda exerceria a chefia da Secretaria Estadual de Serviços Sociais de Goiás, no mandato de Irapuan Costa Júnior e a presidência dos Centro de Serviços Sociais do Estado entre 1975 e 1979. Mesmo com o divórcio, ela continuou como primeira-dama, totalizando seis anos no cargo.

### Glaucia Melo
Esposa de Júlio Sérgio de Melo e irmã de Pedro João Fernandes, Glaucia Aparecida Fernandes acumulou o cargo de secretária de Assistência Social e o título de primeira-dama, foi lançada pelo PSDB para disputar a prefeitura de Porangatu, porém derrotada com 7.028 (29,88%).

### Marlene Vaz
Foi a única primeira-dama à falecer no exercício do mandato do cônjuge, o prefeito José Osvaldo da Silva. Posteriormente foi homenageada com a nomeação de um setor homônimo. Seu nome foi a nomenclatura de uma Casa de Apoio em Goiânia, que serve aos residentes de Porangatu, para realizarem tratamento médico na capital.

### Vanuza Valadares
Também acumulou as funções de primeira-dama e secretária municipal de Assistência Social de Porangatu, sua influência política alavancava do seu exercício anterior enquanto deputada estadual por Goiás. Acabou sendo eleita prefeita em 2020.

### Leila Fernandes
Foi secretária municipal da mesma pasta, no mandato marido Pedro João Fernandes. Retornou ao serviço militar no Corpo de Bombeiros Militar do Estado de Goiás, após 2 anos e 9 dias no cargo.

### Data de casamento
Constam abaixo, apenas as datas conhecidas de casamento:
- Adelino Américo de Azevedo e Júlia Pereira de Oliveira: 1923[1]
- Ângelo Rosa de Moura e Maria Martins de Moura: 1970[1][nota 6]
- João Gonçalves dos Reis e Edeltes Gomides: 1955[16]
- Luiz do Gote e Sônia Dias: 1969[17]
- Trajano Machado Gontijo Filho e Ana Pereira Braga: 1960[18]

### Familiares que exerceram o cargo
- Dirce Macedo Cunha: mãe de Jarbas Macedo Cunha (era solteiro);
- Georgeta da Silva: mãe de José Osvaldo da Silva (era viúvo).